# Lying Lips

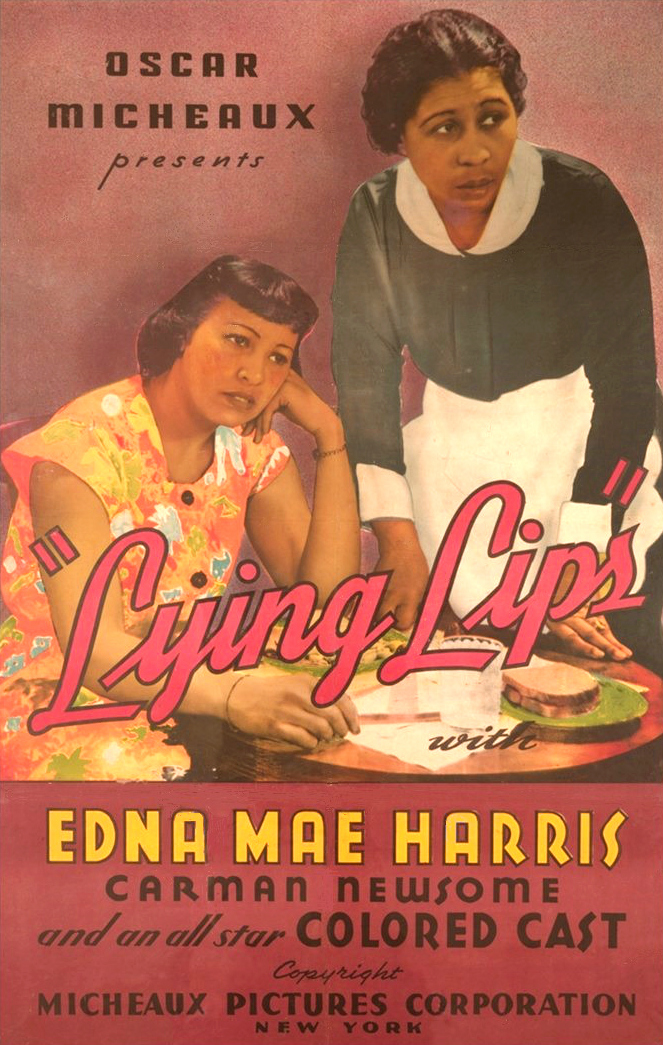
Affiche publicitaire pour le film

Lying Lips est un film américain réalisé par Oscar Micheaux, sorti en mai 1939.

## Synopsis
Elsie, une chanteuse de night-club, refuse ce que lui demande le propriétaire blanc, à savoir d'accompagner les clients. Elle se retrouve accusée du meurtre de sa tante.

## Fiche technique
- Réalisation : Oscar Micheaux
- Scénario : Oscar Micheaux
- Producteurs : 	Hubert Julian, Oscar Micheaux
- Photographie : Lester Lang
- Montage : Leonard Weiss
- Musique : Jack Shilkret
- Durée : 60 minutes
- Date de sortie : 1939

## Distribution
(sélection)
- Edna Mae Harris : Elsie Bellwood
- Robert Earl Jones : Le détective Wanzer
- Juano Hernández : Le révérend Bryson